# セイホウサンショウウオ
セイホウサンショウウオ（学名：Ranodon sibiricus）は、有尾目サンショウウオ科セイホウサンショウウオ属に分類される有尾類。本種のみでセイホウサンショウウオ属を構成する（単型）。

## 分布
カザフスタン南東部、中華人民共和国（新疆ウイグル自治区北西部）のジュンガル・アラタウ山脈
模式標本の産地（基準産地・タイプ産地・模式産地）は旧ソビエト連邦セミパラチンスク（現:カザフスタンセメイ）だが、現在は本種も分布しておらず既知の分布から離れていること、本種の生息環境である山地がないことから疑問視する説もある。以前はより広域に分布していたと推定され、アルマトイ周辺の鮮新世後期の地層から本種と推定される化石が発見されている。

## 形態
全長14 - 21.3センチメートル。体型は頑丈。体側面に入る皺（肋条）は左右に11 - 13本ずつ。尾長は頭胴長よりも長い。尾が側偏し、先端は鈍く尖る。背面の色彩は黄褐色や暗黄緑色・灰緑色などで、黒い斑点が入る個体もいる。水中にいる個体は淡色になる傾向がある。陸上にいる個体は温度の上昇と共に明色になるとされる。
眼は大型で、眼瞼が突出する。前顎骨と鼻骨の間に小さい隙間（前顎泉門）がある。上顎の垂れた皮膚（唇槢）は口角周辺で発達する傾向があるが、季節や個体変異もある。上顎中央部に並ぶ歯の列（鋤骨歯列）は「ハ」字状。肺はあるが退化的。趾は5本。後肢の趾は5本。染色体数は2n=66。
幼生には指趾の先端に爪状の突起がある。爪は褐色。

## 分類
2001年に形態や核型からリュウサンショウウオ属Liuaとニセサンショウウオ属Pseudohynobiusの構成種を、2006年には頭骨や染色体数からリュウサンショウウオLiua shishiを本属に含める説もあった。複数の分子系統解析では本種はチュウトウサンショウウオ属Paradactylodonと姉妹群を形成するという解析結果が得られている。

## 生態
標高1,500 - 3,200メートルにある主に川幅1 - 2メートル、水深30センチメートル程度の小河川およびその周辺にある草地に生息する。本種の環境は元々は針葉樹林だった場所が、草原へ移行した環境であることが示唆されている。水棲傾向が強く、水辺の苔の上や草地で活動することはあるものの水から11メートル以下までしか離れないとする観察例もある。夜行性で、昼間は水中の石の下などで休む。9月中旬から10月上旬に冬眠を開始し、翌4月下旬から6月上旬まで冬眠を行う。
食性の約35.9 - 73.8 %を水生動物が占める。幼虫は水生の無脊椎動物を食べる。
繁殖形態は卵生。4月下旬から8月中旬に渓流で、対になった卵嚢の中に76 - 106個の卵をに入れて産む。サンショウウオ科の他種と異なりオスは精包を出しその上にメスが産卵するとされる。一方でこれを疑問視する説もあり飼育下でオスが卵嚢に放精したと思われる観察例や、キタサンショウウオで報告例のある単なる粘液塊とする説もある。卵は3週間で孵化する。幼生で少なくとも1度は越冬し、翌年以降に変態して幼体になる。生後3年で変態することもある。生後5年で性成熟すると考えられている。

## 人間との関係
中華人民共和国では民間療法で粉末にしたものが薬用になると信じられている。
森林伐採や農地開発などの生息地の破壊、放牧による影響、漁業による混獲、研究用や薬用・ペット用の乱獲などにより生息数は激減している。